# Jõhvi

Drapelul oraşului Jõhvi

Jõhvi este reședința regiunii Ida-Viru în Estonia.